# Ланська Єлизавета Іванівна
Єлизавета Іванівна Ланська (Луїза Елізабет Констанса, до шлюбу Вілламова; нар. 3 [14] вересня 1764 — пом. 8 [20] жовтня 1843) — російська письменниця, наставниця великої князівни Олександри Павлівни. Старша сестра статс-секретаря імператриці Марії Федорівни Григорія Вілламова.

## Біографія
Дочка німецького поета Йоганна Готліба Вілламова (1736—1777), який переїхав до Росії і став тут інспектором Головного німецького училища Святого Петра. Після смерті батька Єлизавета і її брат Григорій були взяті на піклування пасторами Петрикирсі. Надалі Єлизавета виховувалася в Смольному монастирі, де її мати, Констанція Клос (1742—1787), служила наглядачкою над класами. Після закінчення Смольного була взята до двору великого князя Павла Петровича (майбутнього імператора Павла I), де стала помічницею баронеси Лівен у вихованні і навчанні великої князівни Олександри Павлівни.
За словами М. І. Греча, імператриця Катерина II її жалувала, а велика княгиня Марія Федорівна ненавиділа. У 1797 році Єлизавета Вілламова стала дружиною Сергія Сергійовича Ланського (1761 — 01.05.1814; помер від водянки), майбутнього сенатора і члена Державної Ради. На весілля імператор Павло I подарував їй 600 душ, а її чоловіка зробив камергером. У 1801 році Ланські потрапили в опалу. Покинувши двір вони оселилася в своєму маєтку Велика Талінка неподалік Тамбова, де були сусідами і друзями з сім'єю  А. А. Баратинського. Овдовівши, Єлизавета Іванівна здійснила різні спекуляції і розорилася. У 1821 році вона була змушена продати свої маєтки Павлівка і Велика Талінка сенатору  М. О. Челіщеву. Останні роки життя провела в бідності, у повній самоті і побожності. Померла в жовтні 1843 року.
Барон  М. А. Корф писав у щоденнику:
Померла на 80-му році таємна радниця Єлизавета Іванівна Ланська. Чоловік її був сенатором, а вона в той час служила, кажуть, старанно  Цитері. Одним з її коханців, але теж давно, давно, називали і покійного  князя Кочубея.

## Родина
Діти:
- син Петро (1797—1855), генерал-майор (1838) і генерал-лейтенант (1850), одружений з княжною Зінаїдою Дмитрівною Волконською (1800—1830),
- донька Олександра (17.10.1799—03.08.1809), похована на Смоленському кладовищі[4].

## Літературна творчість
Писати Ланська почала досить пізно; її літературний дебют відбувся в 1811 році, коли їй було вже 47 років. Це був вірш «В променистій колісниці», який в Енциклопедичному словнику Брокгауза і Єфрона та Російський біографічний словник називається просто «посланням до Державіна» (опубліковано у зібранні творів Г. Р. Державіна під редакцією Я. К. Грота).
Найбільш відомий збірник творів Ланської „Mélanges littéraires dédiés à l’indulgence“ («Літературна суміш, звернена до поблажливості») виходив окремими випусками щомісячно з січня по серпень 1830 року. Різноманітні за жанром твори, що ввійшли до збірника, головним чином, перефразували теми і сюжети, популярні в літературі кінця XVIII — початку XIX століть.
В цілому творчість Ланської є типовим прикладом салонної літератури першої третини XIX століття, яка відображала існуючу в російській культурі двомовність. Не призначаючи свої твори безпосередньо дітям, Ланська, тим не менш, користувалася серед сучасників репутацією дитячої письменниці багато в чому через своє бажання переказувати, адаптувати відомі у дорослій літературі сюжети.
Ланська була в дружніх стосунках з багатьма відомими літераторами свого часу: Г. Р. Державіним (який адресував їй деякі свої вірші), М. М. Карамзіним, І. М. Долгоруковим (присвятив їй дуже теплі сторінки в своїх мемуарах) та І. І. Дмитрієвим.